# Lausitz
Lausitz (nedresorbisk: Łužyca; øvresorbisk: Łužica; polsk: Łużyce; tjekkisk: Lužice) er en region i Tyskland, der ligger mellem floderne Elben og Oder. Foruden af tyskere er Lausitz beboet af en vestslavisk folkestamme, sorbere, som har et selvstændigt sprog. I 900-tallet var Lausitz under tysk herredømme og var en tid forenet med Böhmen. Under Trediveårskrigen kom Lausitz under kurfyrsten af Sachsen. I 1815 underlagt Preussen. I 1945 blev området øst for Neisse en del af Polen.
Den tyske del af Lausitz er i dag delt mellem delstaterne Brandenburg og Saksen. Den brandenburgske del kaldes Niederlausitz, og den saksiske Oberlausitz. Omtrent 50.000 sorbere bor i dag i Lausitz. De er ligesom danskerne og friserne anerkendt som nationalt mindretal.